# Komitat Árva
Das Komitat Árva (ungarisch Árva vármegye, lateinisch comitatus Arvensis, slowakisch Oravská župa) war eine Verwaltungseinheit im äußersten Norden des Königreichs Ungarn. Verwaltungssitz war zuletzt Alsókubin.
Das Komitat liegt heute in der nördlichen Mittelslowakei, und der slowakische Name Orava wird jetzt als inoffizielle Bezeichnung für dieses Gebiet und als offizielle Bezeichnung einer Tourismusregion verwendet.

## Lage

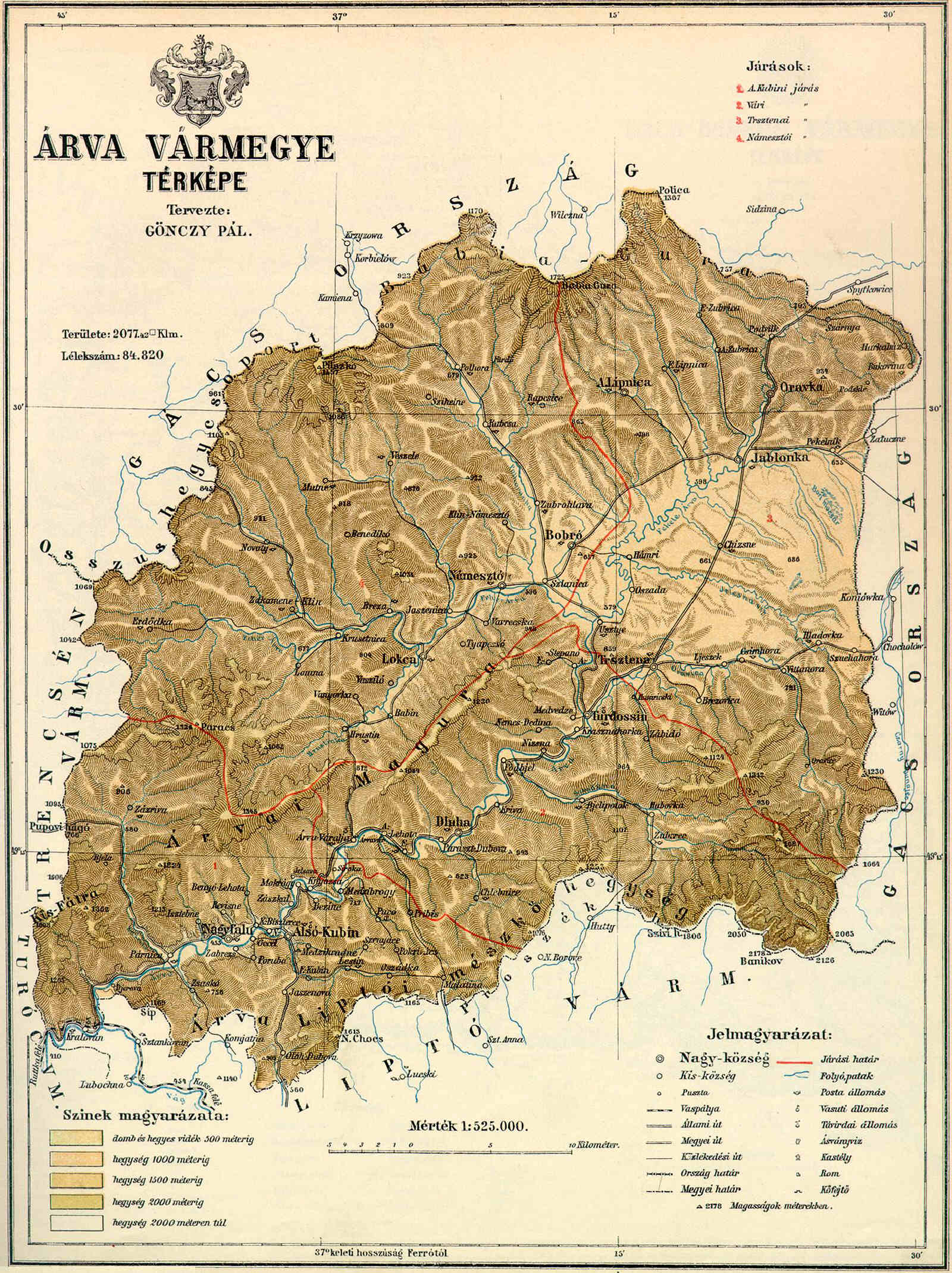
Karte des Komitats Árva um 1890

Das Komitat Arwa grenzte im Norden an Polen (bzw. 1772–1918 an das österreichische Kronland Galizien), im mittleren Südwesten an das Komitat Trentschin (Trencsén), im äußersten Südwesten an das Komitat Turóc und im Süden an das Komitat Liptau (Liptó).
Das Gebiet erstreckt sich entlang des Flusses Arwa zwischen Zázrivá und der Tatra an der Grenze zu Polen, und das Komitat hatte 1910 78.745 Einwohner auf einer Fläche von 2.019 km².

## Verwaltungssitze

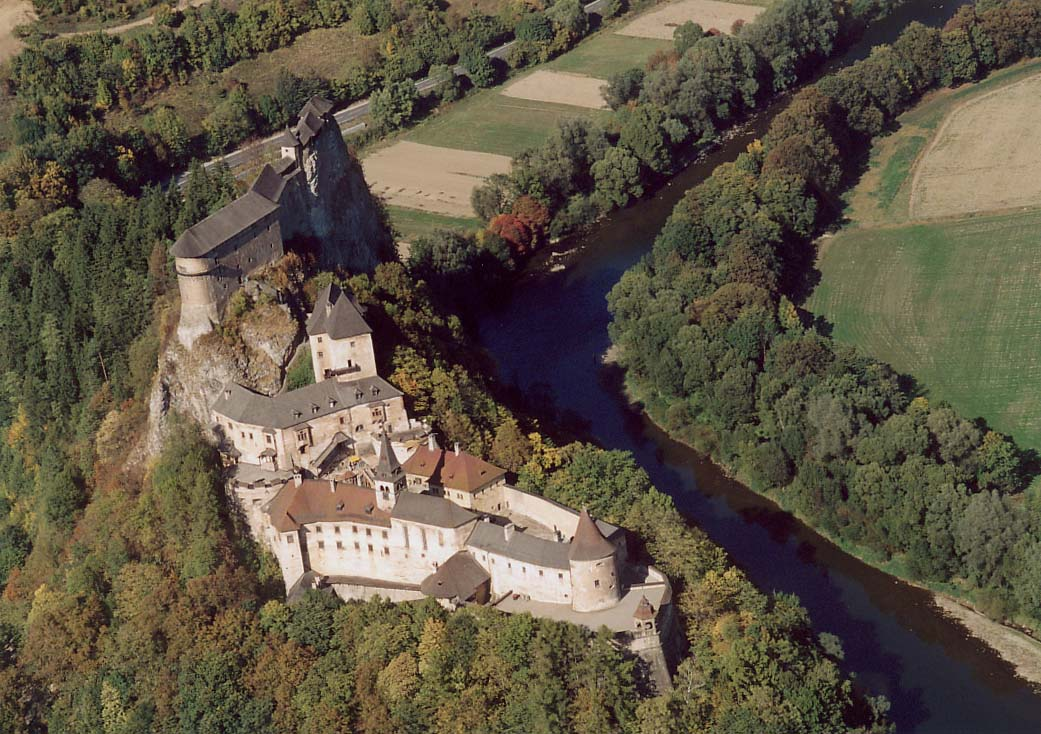
Luftansicht der Arwaburg

Der Komitatssitz war ursprünglich die Arwaburg, später Nagyfalu (heute Veličná) und seit dem späten 17. Jahrhundert Alsókubin (heute Dolný Kubín).

## Geschichte
Die Region als eines der Komitate des Königreichs Ungarn entstand in der zweiten Hälfte des 14. Jahrhunderts.
1918 wurde die Region ein Teil der neu entstandenen Tschechoslowakei, was durch den Vertrag von Trianon 1920 völkerrechtlich bestätigt wurde. Dort bestand sie bis 1922 weiter. Durch einen Grenzstreit mit Polen kam es 1924 zu einem Gebietstausch einiger Gemeinden im Nordosten der Region (siehe Tschechoslowakisch-polnische Grenzkonflikte).
1939, kurz vor Beginn des Zweiten Weltkrieges, nachdem die Tschechoslowakei aufgelöst worden war, wurde die Arwa ein Teil der unabhängigen Slowakei. Nach dem Krieg wurde die Tschechoslowakei wiederhergestellt und 1993 wieder aufgelöst.
Das Gebiet der Gespanschaft wurde chronologisch wie folgt administrativ eingegliedert:
- 1918–1922: Oravská župa (Gespanschaft Arwa), CS
- 1923–1928: Považská župa (Gespanschaft Waag), CS
- 1928–1939: Slovenská krajina/zem (Slowakisches Land), CS
- 1940–1945: Tatranská župa (Gespanschaft Tatra), SK
- 1945–1948: Slovenská krajina (Slowakisches Land), CS
- 1949–1960: Žilinský kraj (Silleiner Bezirk – mit dem heutigen nicht zu verwechseln), CS
- 1960–1990: Stredoslovenský kraj (Mittelslowakischer Bezirk), CS
- seit 1996: Žilinský kraj (Silleiner Bezirk), SK

## Bezirksunterteilung

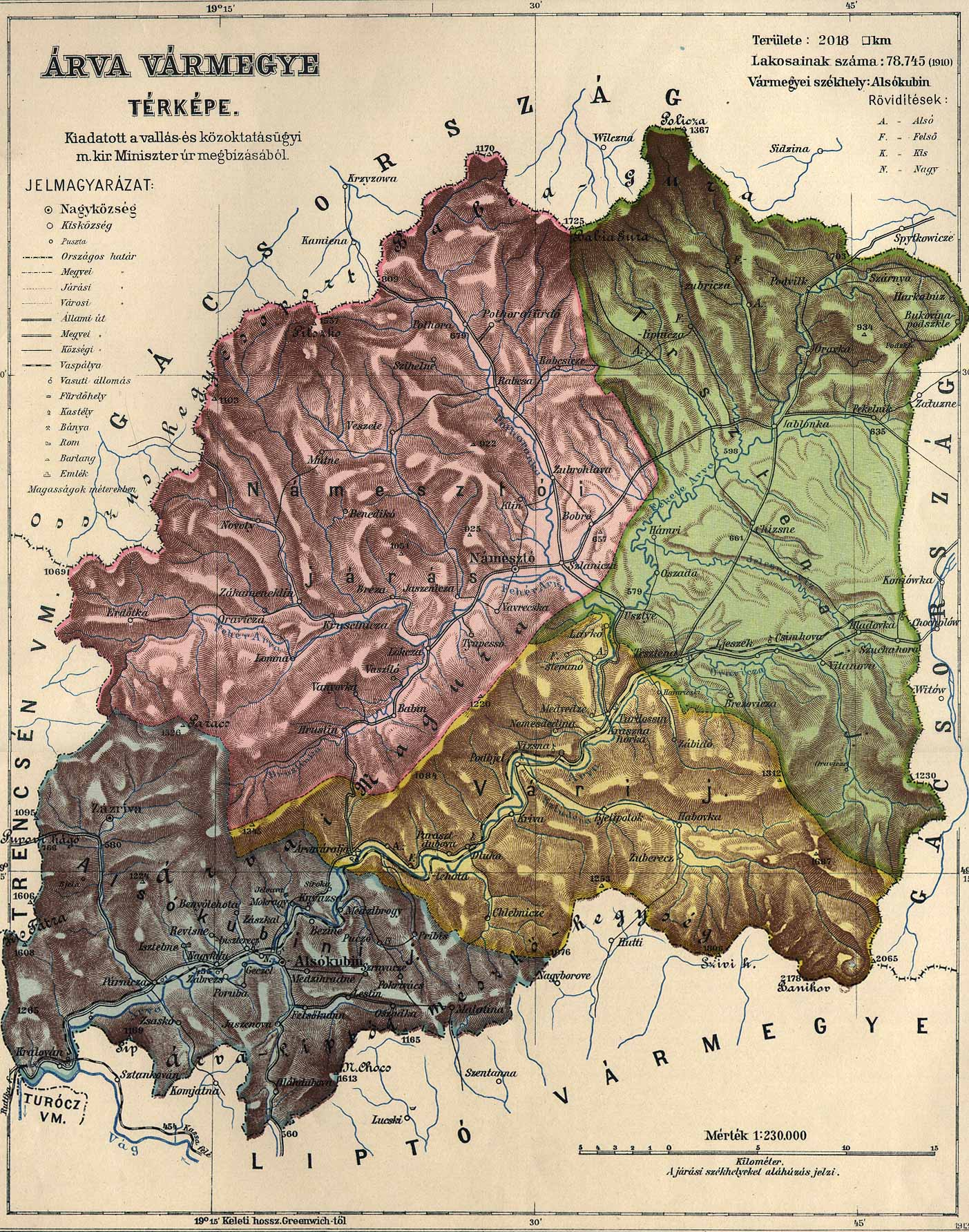
Administrative Karte

Die Gespanschaft bestand im frühen 20. Jahrhundert aus folgenden Stuhlbezirken (meist nach dem Namen des Verwaltungssitzes benannt):
| Stuhlbezirke (járások) | Stuhlbezirke (járások)       |
| Stuhlbezirk            | Verwaltungssitz              |
| ---------------------- | ---------------------------- |
| Alsókubin              | Alsókubin, heute Dolný Kubín |
| Námesztó               | Námesztó, heute Námestovo    |
| Trsztena               | Trsztena, heute Trstená      |
| Vár („Burg“)           | Turdossin, heute Tvrdošín    |